# Torre Latinoamericana
Torre Latinoamericana je mrakodrap v Ciudad de México, hlavním městě Mexika. Je nejstarší budovou svého typu v zemi, pochází z roku 1956 a dosahuje výšky 182 m.
Budova je jednou z nedílných součástí panoramatu města, do roku 1984 byla i nejvyšší stavbou ve městě; na tomto postu jí nahradila věž Torre Ejecutiva Pemex (není li započítána budova Hotel de México s anténou, které Latinoamericu převyšuje, antény se však nepřičítají do výšky staveb).

## Význam
Hlavním účelem pro výstavbu tohoto mrakodrapu, mírně svojí koncepcí připomínajícího malý Empire State Building v New Yorku, bylo vytvoření sídla pro pojišťovnu La Latinoamericana Seguros, SA. Právě podle této společnosti má i svůj název. Přesto však pojišťovna sama obsadila pouhých pět nižších pater, zbytek byl určen k pronájmu. V době svého dokončení se jednalo o 45. nejvyšší budovu na světě, 44. patro bylo otevřeno pro veřejnost jako vyhlídkové, ve své době jako nejvýše se nacházející v celém městě.
I když v současnosti stojí ve městě vyšší budovy (věž Torre Mayor), tento mrakodrap stále přitahuje turisty. Vstupenka na vyhlídku s malou restaurací a do muzea věnovaného stavbě je 70 (pro děti a důchodce 50) pesos, platí na celý den s možností opakovaného vstupu.

## Odolnost budovy proti zemětřesením
Stavba se proslavila roku 1957, kdy díky dobře navržené ocelové konstrukci takřka bez žádných větších následků ustála ničivé zemětřesení. Za to byla i několikrát oceněna. V budově byly využity takové postupy a technologie (například ukotvení konstrukce hluboko do podzemí) které jsou sice dnes pro nové stavby v seizmicky aktivních oblastech samozřejmé, tehdy v 50. letech se jednalo ale o velkou inovaci.
30. dubna 2006 oslavila věž své padesáté narozeniny, v souvislosti s tím se kompletně rekonstruovalo 38. až 44. patro. Plánuje se i velká rekonstrukce, ta však se dotkne jen povrchu budovy, vnitřek zůstane původní.